# ماريانو روسي
ماريانو روسي (بالإيطالية: Mariano Rossi)‏ (19 يوليو 1914 فيتشنزا إيطاليا - ) هو لاعب كرة قدم إيطالي، يلعب كلاعب وسط، لعب 236 مباراة وسجل 61 هدف.

## مسيرته

### مسيرته مع الأندية
- 1931 - 1943 لعب مع نادي فيتشينزا 235 مباراة سجل خلالها 61 هدف.
- 1945 - 1946 لعب مع نادي سامبيردارينيزي مباراة.